# Kalle Keituri
Kalle Keituri (Lahti, 1984. április 25. –) finn síugró,  jelenleg a Lahden Hiihtoseura csapatában edz, edzője Heikki Moisander.

## Pályafutása
Keituri a Kontinentális Kupa 2001-es idényében kezdett versenyezni 2002 tavaszán 3. lett a schonachi junior-vb-n. 2002. március 1-jén, Lahtiban mutatkozott be a Síugró-világkupában, és egyből 19. lett. Az idény végén 34. lett a Kontinentális Kupában 294 ponttal. A Világkupában 12 pontja volt, ezzel 66. lett.
2007-ben is csak a lahti versenyen indult a Világkupában (26. lett). 2004-ben nem indult a Világkupában. A 2004-2005-ös volt egyik legjobb idénye: a Világkupában Lahtiban 22., Lillehammerben 29., Planicában 22. lett. Indult Kuopióban és Oslóban is (eddig 7 Világkupa-versenyen vett részt). Az összetettben 22 ponttal 58. volt, az északi turnén 29. A Kontinentális Kupában a 9. helyen végzett, 540 ponttal.
2005-ben gyenge formában volt, csak a 67. lett a Kontinentális Kupában (14 versenyen indult ) Legjobb eredménye a 2006. január 22-én, Titisee-Neustadtban elért 9. hely volt, emellett még ötször szerzett pontot. A Világkupa lahti futamát ezúttal kihagyta.
2006 nyarán is indult a Kontinentális Kupában, eddig három versenyen 32 pontot szerzett, ezzel 38. az összetettben.
Keituri kedvenc sánca a hazai, lahti K-130-as nagysánc, amin eddig 3-szor szerzett pontot. Élete legnagyobb ugrása 205,5 m (saját bevallása szerint ez a legemlékezetesebb is). 2005. március 18-án ugrotta a planicai sírepülősáncon.
A 2006-os finn bajnokságokban a legjobb eredményét november 17-én érte el: Arttu Lappi és Janne Happonen mögött második lett Rovaniemiben, megelőzte magát Janne Ahonent is.
2006. november 24-én, Kuusamóban 9. lett, ez élete legjobb eredménye. Jelenleg 29 ponttal 24. az összetettben, ez élete eddigi legjobb idénye (a továbbiaktól függetlenül).
Keituri Fischer sílécekkel versenyez. Becenevei: K2ri, Kal-el, Kallemon. Barna haja van és zöld szeme. Mottója: A második helyezett az első vesztes. Kedvenc zenéje a rock és a rap, kedvenc együttese a Disturbed. Jelenleg nőtlen.